# Meteoríneos
Meteoríneos (Meteorinae) é uma importante subfamília de vespas parasitoides Braconidae. Inclui muitas especies de interesse como agentes de Controle Biológico de pragas. Geralmente são endoparasitas coinobiontes de larvas de besouros e mariposas. O gênero melhor estudado é Meteorus. Muitos especialistas propuseram que esta subfamília passe a ser parte da subfamília Euphorinae.